# Сан Леоне Мозе
Сан Леоне Мозе је насеље у Италији у округу Агриђенто, региону Сицилија.
Према процени из 2011. у насељу је живело 13332 становника. Насеље се налази на надморској висини од 9 м.